# Tour Saint Denis
| \| Localisation du projet de tour du Centre aquatique. · Tour du Centre aquatique \| Localisation du projet de tour du Centre aquatique. |
| Localisation du projet de tour du Centre aquatique. · Tour du Centre aquatique                                                           |

La Tour du Centre aquatique ou tour Saint-Denis, est un projet abandonné de tour de 110 m de hauteur. Ce projet se trouvait collé au projet de centre aquatique olympique d'Aubervilliers en Seine-Saint-Denis, dont le maire a maintenu le projet bien qu'il soit initialement prévu pour les Jeux olympiques de 2012.
Le projet de cette tour de bureau devait permettre de libérer de la place pour l'implantation du futur centre aquatique, la livraison de la tour de bureau était prévue pour 2016. Elle devait proposer 65 800 m2 de bureaux et des commerces et se situer dans le périmètre de Plaine Commune, pas très loin du Stade de France. Cette tour devait être réalisée par l'agence d'architecture Valode et Pistre et sa construction financée par le consortium Générale Continentale Investissements (GCI), et Sogelym Dixence et Euroequipements, promoteurs. 
Le projet n'a jamais vu le jour et est désormais abandonné, alors que le terrain devrait accueillir les infrastructures de la future ligne 15 du métro Grand Paris Express et que Plaine Commune est de nouveau prête à accueillir la piscine olympique dans le cadre de la candidature de Paris pour l'organisation des jeux olympiques de 2024,. Le site retenu est situé à Saint-Denis.